# Arndt von Schmalz

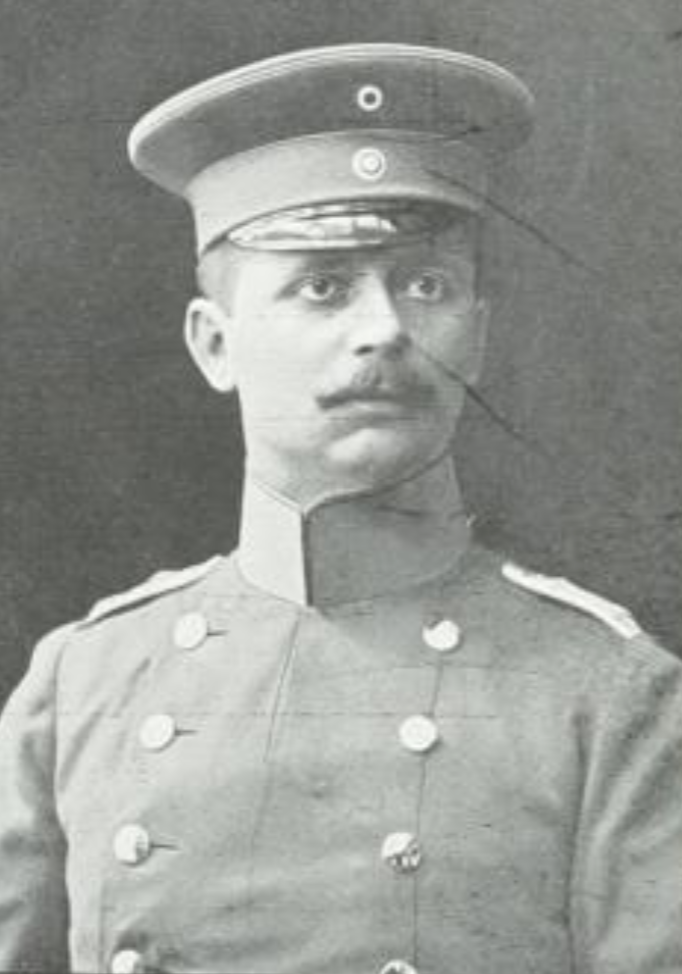
Arndt von Schmalz in jungen Jahren

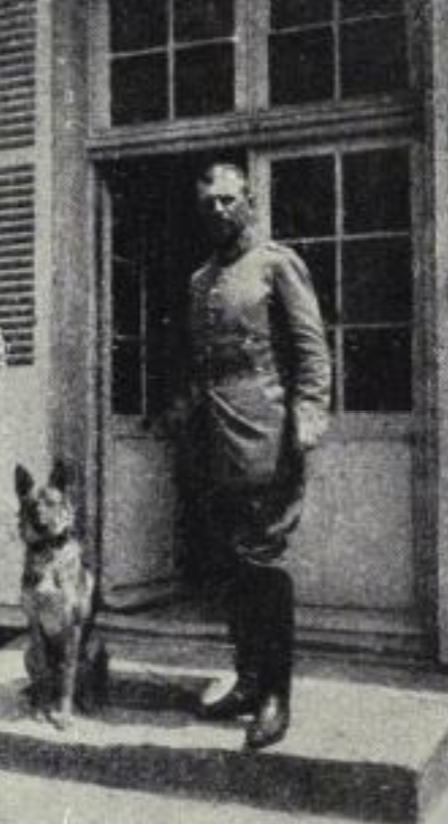
Arndt von Schmalz

Arndt Curt Schmalz, seit 1894 von Schmalz (* 24. März 1872 in Dresden; † 15. Juli 1918 bei Passy sur Marne) war ein sächsischer Oberst, Flügeladjutant und Kommandeur des Militär-St.-Heinrichs-Ordens.

## Leben

### Herkunft
Schmalz entstammte der sächsischen Familie Schmalz und war Sohn des sächsischen Generalleutnants Kurt von Schmalz und dessen Ehefrau Helene von Hausen, Tochter des sächsischen Generalleutnant Clemens von Hausen. Sein Vater wurde 1894 in den sächsischen erblichen Adelsstand erhoben.

### Militärkarriere
Schmalz besuchte den Kadettenkorps der sächsischen Armee und trat am 1. April 1890 in das Grenadier-Regiment „Kaiser Wilhelm, König von Preußen“ (2. Königlich Sächsisches) Nr. 101 ein. Er diente die folgenden Jahre weiterhin im Regiment und wurde dabei am 24. Oktober 1898 zum Oberleutnant befördert und zur preußischen Kriegsakademie in Berlin abkommandiert. Nach Beförderung zum Hauptmann am 11. September 1903 erhielt er die Position eines Kompaniechefs. Bis 1907 war er Träger des Roten Adlerorden IV. Klasse und des preußischen Kronenorden IV. Klasse. Er wurde dann als Stabsoffizier in die 1. Division Nr. 23 versetzt. 1908 war er Platzmajor in Dresden unter dem Dresdner Stadtkommandanten Paul von Seydlitz. 1909 wurde er diensttuender Flügeladjutant des sächsischen Königs, Friedrich August III, und in dieser Eigenschaft am 24. September 1910 zum Major befördert. Im November des Jahres 1911 wurde er mit dem preußischen Kronenorden 2. Klasse ausgezeichnet. Er wurde in dem gesamten Zeitraum mit dem Offizierkreuz des Orden der Heiligen Mauritius und Lazarus, dem Offizierkreuz des Orden der Krone von Italien, dem Ritterkreuz I. Klasse des Orden vom Zähringer Löwen, dem Ritterkreuz I. Klasse des Albrechtsordens, dem Ehrenkreuz des Greifen-Orden, dem Osmanie-Orden III. Klasse, dem Komturkreuz II. Klasse des Sachsen-Ernestinischen-Hausorden, dem Komturkreuz des Hausorden der Wachsamkeit oder vom weißen Falken, dem Offizierkreuz des fürstlich-reußischen Ehrenkreuz. 1913 kehrte er zu seinem Truppenteil zurück und wurde Kommandeur des I. Bataillons des Infanterie-Regiment „Prinz Johann Georg“ (8. Königlich Sächsisches) Nr. 107.

Nach Ausbruch des Ersten Weltkrieges diente er zunächst als zweiter Generalstabsoffizier beim Armeeoberkommando 3 in Merlemont, wurde am 20. August 1915 zum Oberstleutnant befördert und als Nachfolger von Emil Fürstenau zum Kommandeur des Königlich-Sächsischen 6. Infanterie-Regiment Nr 105 „König Wilhelm II. von Württemberg“ ernannt. In dieser Eigenschaft konnte er sich bei den Gefechten um Hooge bei Flandern mit seinem Regiment sehr mit der Verteidigung seines ihm anvertrauten Abschnitts auszeichnen. Er war noch bis 1916 Kommandeur des Regiments. 1917 wurde er mit der Krone zum Ritter des Hausordens der Hohenzollern mit Schwertern ausgezeichnet. Bis 1918 wurde er zum Oberst befördert und im November 1917 als Kommandeur des Grenadier-Regiment „Kaiser Wilhelm, König von Preußen“ (2. Königlich Sächsisches) Nr. 101 eingesetzt. Er beteiligte sich im März an der Deutschen Frühjahrsoffensive 1918 und konnte mit seinem Regiment das französische Dorf Villers-aux-Érables und eine Höhe in der Nähe in Besitz nehmen. Am nächsten Tag konnte er mit seinem Regiment einen englischen Kavallerieangriff abschlagen, wobei er über 200 Gefangene, 3 Maschinengewehre, 50 Pferde und 1 Flugzeug als Beute nehmen konnte. Er wurde dafür am 29. April 1918 mit dem Kommandeurkreuz II. Klasse des Militär-St.-Heinrichs-Ordens ausgezeichnet. Bei der Schlacht an der Marne im Juli 1918 konnte er mit seinem Regiment die gegenüberstehenden Franzosen und Amerikaner um 6 Kilometer zurückdrängen, wobei von Schmalz aber tödlich verwundet wurde und durch Major Hodo von Hodenberg ersetzt wurde. König Friedrich August III. richtete folgendes Fernschreiben an seinen Vater Kurt:
„Erfahre soeben die erschütternde Nachricht vom Heldentod Ihres von mir hochverehrten und geschätzten Herrn Sohnes. Was dieser Verlust für Sie bedeutet, kann nur der ermessen, der ihn so gut gekannt hat wie ich. Mit dem Ausdruck wärmsten und einfertigsten Beileids verbinde ich den Wunsch, daß Gott, der allmächtige Herr über Leben und Tod, Sie in Ihrem tiefen Schmerze trösten und stärken möchte.“
Bei einer Gedächtnisfeier im Jahre 1920 wurde eine Ehrentafel an seinem Grabe angebracht.